# 克雷格·塞格
克雷格·格雷厄姆·塞格（英語：Craig Graham Sager，/ˈseɪɡər/ SAY-ghər；1951年6月29日—2016年12月15日），美國新聞從業人員，曾任美國TNT電視網記者、播報員。塞格以作為NBA場邊記者而熟為人知，色彩鮮艷的穿著為其特色。

## 生平
塞格1951年生於美國伊利諾州巴達維亞，1973年畢業於西北大學；畢業後，賽格進入佛羅里達州的「WSPB」擔任新聞播報員，開始他的記者生涯。1981年簽約CNN，成為《CNN每日體育》等節目的主持人，1987年進入與TNT同屬透納廣播公司旗下的TBS任職。在44年的記者生涯中，為TNT做了17個賽季的NBA場邊主持人，其幽默風趣的主持風格受到觀眾的喜愛，也使他獲得了體育節目艾美獎最佳體育記者的殊榮。

### 患病與逝世
賽格在2014年被診斷出急性骨髓性白血病，使他缺席了幾個賽季的播報，儘管在治療後一度復出，但還是在2016年12月15日逝世，享年65歲。

## 榮譽
- 體育節目艾美獎最佳體育記者
- 年度卓越運動獎Jimmy V毅力獎（ESPY Awards: Jimmy V Award）
- 體育廣播業名人堂（Sports Broadcasting Hall of Fame）[4][5]

## 外部連結
- 色彩繽紛的播報人生-XXL NEWS 美國職籃聯盟雜誌 （页面存档备份，存于）